# Danny McBride
Daniel Richard McBride (Statesboro, 1976. december 29. –) amerikai színész, humorista, producer és forgatókönyvíró.
Olyan filmekben játszott, mint A pancser harcművész (2006), Az örök kaszkadőr (2007), az Ananász expressz (2008), a Trópusi vihar (2008), az Egek ura (2009), a Király! (2011), az Itt a vége (2013) és az Alien: Covenant (2017). 
Szinkronszínészként a Gru (2010), a Kung Fu Panda 2. (2011), az Angry Birds – A film, Virsliparti, Angry Birds 2. – A film (2019) és A Mitchellék a gépek ellen (2021) című animációs filmekben kölcsönözte hangját.

## Élete és pályafutása
1976. december 29-én született a Georgia állambeli Statesboróban. Édesanyja, Kathy Rudy, és mostohaapja a Quanticói Tengerészgyalogsági Bázison dolgoznak, mint civil alkalmazottak. McBride ír, skót, angol és zsidó származású; Ulsterből származó katolikus felmenőktől, akik az 1870-es években vándoroltak ki Virginiába. Baptistaként nevelkedett. Édesanyja a templomban bábok segítségével tartott prédikációkat. A virginiai Spotsylvania megyében nőtt fel, ahol a Courtland High Schoolban végzett, majd az észak-karolinai Winston-Salemben az University of North Carolina School of the Arts-ra járt, ahol Jody Hill rendezővel és Kris Baucommal együtt a „Three Flavas” tagja lett.

## Magánélete
2010. október 15. óta él házasságban Gia Ruiz művészeti igazgatóval. Egy fiuk és egy lányuk van. Családjával a dél-karolinai Charlestonban él.

## Filmográfia

### Film

#### Író és producer
| Év   | Magyar cím                         | Eredeti cím                           | Feladatkör | Feladatkör |
| Év   | Magyar cím                         | Eredeti cím                           | Író        | Producer   |
| ---- | ---------------------------------- | ------------------------------------- | ---------- | ---------- |
| 2006 | A pancser harcművész               | The Foot Fist Way                     | Igen       | Nem        |
| 2011 | Király!                            | Your Highness                         | Igen       | Vezető     |
| 2011 |                                    | The Catechism Cataclysm               | Nem        | Igen       |
| 2012 |                                    | The Comedy                            | Nem        | Vezető     |
| 2013 | Prince Avalanche – Texas hercege   | Prince Avalanche                      | Nem        | Vezető     |
| 2013 | Joe                                | Joe                                   | Nem        | Vezető     |
| 2014 | Manglehorn – Az elveszett szerelem | Manglehorn                            | Nem        | Vezető     |
| 2015 | Kicsapongók                        | The D Train                           | Nem        | Vezető     |
| 2016 |                                    | Donald Cried                          | Nem        | Vezető     |
| 2016 | Lángelmék                          | Masterminds                           | Nem        | Vezető     |
| 2017 |                                    | Dayveon                               | Nem        | Vezető     |
| 2017 | Felnőtt játékok                    | Flower                                | Nem        | Vezető     |
| 2018 | Arizona                            | Arizona                               | Nem        | Igen       |
| 2018 |                                    | The Legacy of a Whitetail Deer Hunter | Igen       | Vezető     |
| 2018 | Halloween                          | Halloween                             | Igen       | Vezető     |
| 2020 | A dagadék                          | Fatman                                | Nem        | Vezető     |
| 2021 | Gyilkos Halloween                  | Halloween Kills                       | Igen       | Vezető     |
| 2022 | A Halloween véget ér               | Halloween Ends                        | Igen       | Vezető     |
| 2023 | Az ördögűző: A hívő                | The Exorcist: Believer                | Sztori     | Vezető     |

#### Színész
| Év   | Magyar cím                         | Eredeti cím                                         | Szerep                                      | Magyar hang          |
| ---- | ---------------------------------- | --------------------------------------------------- | ------------------------------------------- | -------------------- |
| 2003 | Az 'Igazi'                         | All the Real Girls                                  | Bust-Ass                                    |                      |
| 2006 | A pancser harcművész               | The Foot Fist Way                                   | Fred Simmons                                | Kőszegi Ákos         |
| 2007 | Az örök kaszkadőr                  | Hot Rod                                             | Rico Brown                                  | Szvetlov Balázs      |
| 2007 | Superbad, avagy miért ciki a szex? | Superbad                                            | fickó a partin (stáblistán nem szerepel)    |                      |
| 2007 | Agyő, nagy ő!                      | The Heartbreak Kid                                  | Martin                                      | Barabás Kiss Zoltán  |
| 2008 | Fúrófej Taylor                     | Drillbit Taylor                                     | Don Armstrong                               | Király Attila        |
| 2008 | Ananász expressz                   | Pineapple Express                                   | Red                                         | Scherer Péter        |
| 2008 | Trópusi vihar                      | Tropic Thunder                                      | Cody Underwood, robbantásszakértő           | Besenczi Árpád       |
| 2009 | Fanboys – Rajongók háborúja        | Fanboys                                             | biztonsági vezető (stáblistán nem szerepel) |                      |
| 2009 | A szerv                            | Observe and Report                                  | drogdíler                                   | Huszár Zsolt         |
| 2009 | Az elveszettek földje              | Land of the Lost                                    | Will Stanton                                | Király Attila        |
| 2009 | Egek ura                           | Up in the Air                                       | Jim Miller                                  | Király Attila        |
| 2010 | Gru                                | Despicable Me                                       | Fred McDade (hangja)                        | Rosta Sándor         |
| 2010 | Terhes társaság                    | Due Date                                            | Lonnie                                      | Kálloy Molnár Péter  |
| 2011 | Király!                            | Your Highness                                       | Thadeous                                    | Anger Zsolt          |
| 2011 | Kung Fu Panda 2.                   | Kung Fu Panda 2                                     | Farkas főnök (hangja)                       | Schneider Zoltán     |
| 2011 | 30 perc vagy annyi se              | 30 Minutes or Less                                  | Dwayne King                                 | Kálloy Molnár Péter  |
| 2013 |                                    | As I Lay Dying                                      | Vernon Tull                                 |                      |
| 2013 | Itt a vége                         | This Is the End                                     | önmaga                                      | Ganxsta Zolee        |
| 2014 |                                    | The Sound and the Fury                              | seriff                                      |                      |
| 2015 | Áss csodát!                        | Don Verdean                                         | Tony Lazarus                                | Csík Csaba Krisztián |
| 2015 | Aloha                              | Aloha                                               | Lacy ezredes                                | Galambos Péter       |
| 2015 | Hell és Back                       | Hell and Back                                       | Orpheus (hangja)                            |                      |
| 2015 | Afgán csillag                      | Rock the Kasbah                                     | Nick                                        | Olt Tamás            |
| 2016 | Virsliparti                        | Sausage Party                                       | Mézes mustár (hangja)                       | Törköly Levente      |
| 2016 | Angry Birds – A film               | The Angry Birds Movie                               | Bomba (hangja)                              | Schneider Zoltán     |
| 2016 | Késik a szüret                     | In Dubious Battle                                   | Tramp                                       |                      |
| 2017 |                                    | Alien: Covenant - Prologue: Last Supper (rövidfilm) | Tennessee Faris                             |                      |
| 2017 | Alien: Covenant                    | Alien: Covenant                                     | Tennessee Faris                             | Mészáros Máté        |
| 2017 | A katasztrófaművész                | The Disaster Artist                                 | önmaga                                      | Kardos Róbert        |
| 2017 | A katasztrófaművész                | The Disaster Artist                                 | önmaga                                      | Mészáros Máté        |
| 2018 | Arizona                            | Arizona                                             | Sonny                                       | Holl Nándor          |
| 2018 |                                    | The Legacy of a Whitetail Deer Hunter               | Don                                         |                      |
| 2019 | Angry Birds 2. – A film            | The Angry Birds Movie 2                             | Bomba (hangja)                              | Schneider Zoltán     |
| 2019 |                                    | Zeroville                                           | bankár                                      |                      |
| 2021 | A Mitchellék a gépek ellen         | The Mitchells vs the Machines                       | Rick Mitchell (hangja)                      | Besenczi Árpád       |

### Televízió
| Év        | Magyar cím                  | Eredeti cím             | Feladatkör | Feladatkör | Feladatkör | Feladatkör      | Szerep                 | Megjegyzések                                 |
| Év        | Magyar cím                  | Eredeti cím             | Rendező    | Író        | Alkotó     | Vezető producer | Szerep                 | Megjegyzések                                 |
| --------- | --------------------------- | ----------------------- | ---------- | ---------- | ---------- | --------------- | ---------------------- | -------------------------------------------- |
| 2009–2013 | Egyszer fent,...inkább lent | Eastbound & Down        | Nem        | Igen       | Igen       | Igen            | Kenny Powers           | 29 epizód                                    |
| 2011      |                             | Good Vibes              | Nem        | Nem        | Nem        | Nem             | Voneeta Teets (hangja) | 12 epizód                                    |
| 2013      | Előzmények törlése          | Clear History           | Nem        | Nem        | Nem        | Nem             | Frank                  | - tévéfilm - magyar hangja: - Scherer Péter  |
| 2014      |                             | Chozen                  | Nem        | Nem        | Igen       | Nem             | Jimmy (hangja)         | 8 epizód                                     |
| 2016      | Állatok                     | Animals                 | Nem        | Nem        | Nem        | Nem             | Gregory (hangja)       | 1 epizód                                     |
| 2016–2017 | Kib*zgatóhelyettesek        | Vice Principals         | 2 epizód   | Igen       | Igen       | Igen            | Neal Gamby             | - 18 epizód - magyar hangja: - Mészáros Máté |
| 2019–     | Az erényes Gemstone-ék      | The Righteous Gemstones | 4 epizód   | Igen       | Igen       | Igen            | Jesse Gemstone         |                                              |
| 2023      | Telemarketingesek           | Telemarketers           | Nem        | Nem        | Nem        | Igen            | nem szerepel           |                                              |

## Fordítás
- Ez a szócikk részben vagy egészben  a   Danny McBride című angol Wikipédia-szócikk fordításán alapul.  Az eredeti cikk szerkesztőit annak laptörténete sorolja fel. Ez a jelzés csupán a megfogalmazás eredetét és a szerzői jogokat jelzi, nem szolgál a cikkben szereplő információk forrásmegjelöléseként.